# Gnathophis andriashevi
Gnathophis andriashevi är en fiskart som beskrevs av Karmovskaya, 1990. Gnathophis andriashevi ingår i släktet Gnathophis och familjen havsålar. Inga underarter finns listade i Catalogue of Life.